# Compreignacita
La compreignacita es un mineral raro de uranio de la clase de los óxidos. Cristaliza mediante el sistema cristalino ortorrómbico con la composición química  K₂(UO₂)₆O₄(OH)₆·7H₂O. Fue descubierta en 1964, siendo nombrada en honor a su lugar de descubrimiento,  Mina Margnac, Compreignac, Bellac, Francia.

## Estructura y composición
Forma cristales muy pequeños, como máximo de 0,1 mm, en su mayoría translúcidos, a menudo en asociación con otros minerales de uranio como la uraninita. Está constituida de un 85% de UO3, de un 4,69% de K2O y un 9,87% de H2O.
Suele darse en asociación con minerales como la uraninita, cuprosklodowskita, uranofana, zeunerita, schoepita, brochantita, connellita o feldespato potásico (Wheal Edward, Cornwall, Inglaterra).